# Армия Бога (США)
Армия Бога — христианская террористическая организация, которая борется против проведения абортов. HBO создало об этой организации документальный фильм «Солдаты в Армии Бога» (англ. Soldiers In The Army Of God).

## Деятельность
Самый ранний достоверно известный эпизод с участием Армии Бога произошёл в 1982 году. Три члена Армии взяли в заложники Гектора Зеваллоса, доктора, который проводил аборты, и его жену Розали Жан. Заложники были отпущены невредимыми. «Подразделение Восточного Побережья» (англ. East Coast division) Армии взяло на себя ответственность за теракты, совершённые Майклом Брэйем (англ. Michael Bray) и двумя его сообщниками против семи клиник, проводящих аборты в Мэриленде, штат Вирджиния и Вашингтоне в 1985 году.
Армия Бога взяла на себя ответственность за теракты, совершённые в 1997 году Эриком Рудольфом против клиник, проводящих аборты, в Атланте и Бирмингеме, а также против лесбийского бара.